# Shattered Galaxy
Shattered Galaxy – darmowa internetowa gra typu RTS (tzw. MMORTS - Massive MultiPlayer On-line Real Time Strategy, przez twórców określana mianem "Massive Online Warfare") rozgrywana w przyszłości. Mamy do wyboru 3 frakcje (w wersji bezpłatnej), natomiast po odpowiedniej dopłacie dochodzi 4 frakcja. Zaczynamy od wyboru imienia i utworzenia wizerunku naszej postaci. Na początku gry każda postać ma równomiernie rozłożone punkty statystyk (5 pkt na statystykę, 20 punktów do rozdzielenia zaraz po stworzeniu bohatera). Są one podzielone na: tactics, education, clout i mechanical aptitude.

## Rozgrywka
Z każdym poziomem umiejętności naszych jednostek dostajemy punkty doświadczenia w dziedzinie używania danego typu jednostek (są 4 typy - jednostki piesze, organiczne, latające i mobilne). Dopiero po zdobyciu poziomu w obsłudze jednostek dostajemy punkty, które dzielimy na statystyki. Punkty te pozwalają także ulepszać nasze jednostki (charakterystyczne "MK-X" określające wyższy stopień technologiczny) i modyfikować je. Początkowo trudno jest się połapać, ale po paru bitwach treningowych gracze rozumieją o co chodzi i przyłączają się do większych bitew. Największe z nich rozgrywane są na obszarze sektora 44 i jego okolicach. W przypadku, gdy któryś z graczy otrzyma rangę dowódcy ("Commander"), ma on prawo tworzyć tzw. znaczniki widoczne na mapie jako kolorowe strzałki (każda frakcja ma swoich dowódców). Oznaczają one, w którą stronę powinny następować ataki. W każdej bitwie może brać praktycznie nieograniczona ilość jednostek, zależy jednak ona od ilości punktów taktyki. Początkowo możemy obsługiwać tylko 6 jednostek. Dodatkowo każda postać ma tzw. prestige, który zmienia się w zależności od ilości wygranych i przegranych bitew. Istnieje również możliwość przynależenia do regimentu. W przypadku osiągnięcia przez naszego bohatera 22 poziomu w dziedzinie używania dowolnych jednostek otrzymujemy możliwość przeniesienia się za pomocą gwiezdnego portalu ("Star Portal") na planetę weteranów - Morgana Prime (wszyscy poniżej poziomu 22 w dowolnej dziedziną są na planecie Relic - planeta dla początkujących). Istnieje jednak możliwość aby gracze poniżej 22 poziomu również zaczęli grę od planety Morgana Prime - gra jednak jest wtedy znacznie trudniejsza (często bywa tak, że graczom poniżej ustalonego poziomu nie wystarcza jednostek podczas pojedynczej bitwy; ich zgłoszenia do walki mogą być również odrzucane przez dowódców w przypadku bitew z wyborem uczestników - "Manual select" - istnieją jeszcze tryby "Auto reject" oraz "Open for All"). Po awansowaniu na planetę weteranów uzyskujemy możliwość brania udziału w większych bitwach (do 170 jednostek siły ognia, planeta Relic pozwala na 100), tracimy jednak możliwość brania udziału w bitwach na planecie dla początkujących (wyjątkiem są walki z kosmitami w jaskiniach pod powierzchnią planety).
Dla graczy, którzy nie należą do żadnego regimentu istnieje możliwość zostania najemnikiem ("mercenary"). Daje to możliwość uzyskiwania dodatkowych 10% więcej doświadczenia po każdej walce. Minusem tej opcji jest fakt, że gracz będzie pomagał frakcji, która obecnie przegrywa w wojnie. W przypadku osiągnięcia przez bohatera (dotyczy tylko Elite Heroes - graczy, którzy zapłacili za grę) poziomu 50 w dowolnej dziedzinie obsługi jednostek otrzymuje możliwość dokonania reinkarnacji, czyli ponownego narodzenia się. Jest to możliwe tylko podczas organizowanych co jakiś czas tzw. "Reincarnation Event". W takim wypadku bohater traci wszystkie swoje jednostki i punkty, zyskuje natomiast dodatkowe punkty do rozdzielenia i punkty Honoru. Dodatkowo w przypadku bezpłatnej gry gracze po każdej bitwie jednostki dostają o 25% punktów doświadczenia mniej niż normalnie.